# Tony Lip
Frank Anthony Vallelonga Sr. (Beaver Falls, 30 de julho de 1930 - Teaneck, 4 de janeiro de 2013), mais conhecido como Tony Lip, foi um ator americano e autor ocasional.
Ele é mais conhecido por interpretar o chefe do crime Carmine Lupertazzi na série da HBO, The Sopranos. Lip retratou o criminoso da família criminosa Bonanno na vida real, Philip Giaccone, em Donnie Brasco, e o mafioso da família criminosa Lucchese, Francesco Manzo, em Goodfellas. Foi na boate Copacabana que ele conheceu Francis Ford Coppola e Louis DiGiamo, levando a um pequeno papel em O Poderoso Chefão, sua estréia no cinema. Ele também co-escreveu o livro Shut Up and Eat! (2005).
Sua vida no início dos anos 1960, quando ele era o motorista e guarda-costas do pianista clássico afro-americano Don Shirley, foi dramatizado no filme de 2018, Green Book, onde foi interpretado por Viggo Mortensen.

## Biografia
Frank Anthony Vallelonga nasceu em Beaver Falls, Pensilvânia, filho de pais italianos, Nazarena e Nicholas Vallelonga. Sua família se mudou quando ele era ainda bebê no Bronx, e ele cresceu na 215th Street, perto da casa de John Gotti na infância. Ele ganhou o apelido de "Lábio" em sua infância, como uma referência à sua reputação por ter a capacidade de convencer as pessoas a fazerem coisas que ele queria que elas fizessem.

## Carreira
De 1951 a 1953, ele serviu no Exército dos Estados Unidos e esteve na Alemanha. Ele trabalhou na boate Copacabana, a partir de 1961, como maître d'hôtel e supervisor, o que permitiu que conhecesse muitas pessoas famosas.
Ele estava trabalhando como segurança quando foi contratado para dirigir e proteger o pianista Don Shirley em uma turnê pelo Jim Crow South de 1962 a 1963. Esta turnê é a base do filme Green Book de 2018, co-escrito pelo filho de Lip, Nick Vallelonga, no qual Lip é interpretado por Viggo Mortensen.

## Vida pessoal e morte
Lip residia em Paramus, Nova Jersey, com sua esposa, Dolores Vallelonga (nascida Dolores Venere), que morreu em 1999.
Lip morreu aos 82 anos em 4 de janeiro de 2013 em Teaneck, Nova Jersey. Ele deixou seus filhos, Nick Vallelonga e Frank Vallelonga Jr., irmão Rudy Vallelonga e um neto.

## Filmografia
- The Godfather (1972) – Wedding guest (não creditado)
- Crazy Joe (1974) – Mafia hood (não creditado)
- The Super Cops (1974) – Detroit hitman (não creditado)
- Dog Day Afternoon (1975) – Cop at JFK (não creditado)
- Raging Bull (1980) – Nightclubber (não creditado)
- The Pope of Greenwich Village (1984) – Frankie
- Year of the Dragon (1985) – Lenny Carranza
- Heart (1987) – Max
- Last Rites (1988) – Cabbie
- Lock Up (1989) – Guard
- Goodfellas (1990) – Frankie the Wop
- 29th Street (1991) – Nicky Bad Lungs
- Innocent Blood (1992) – Frank
- Who's the Man? (1993) – Vito Pasquale
- A Brilliant Disguise (1994) – Pete
- In the Kingdom of the Blind, the Man with One Eye Is King (1995) – Paulie
- Donnie Brasco (1997) – Philly Lucky
- A Brooklyn State of Mind (1998) – Bartender
- The Sopranos (2001-2004) - Carmine Lupertazzi
- The Signs of the Cross (2005) – Mario
- All In (2006) – Darkman
- Stiletto (2008) – Gus

## Series
- Lei e ordem (1992-1996) - Bobby Murrows
- Os sopranos (2001-2007) - Carmine Lupertazzi